# Boogie on Reggae Woman
"Boogie on Reggae Woman" is een funk song uit 1974 van de Amerikaanse Motown-artiest Stevie Wonder, uitgebracht als tweede single van zijn zeventiende studioalbum, Fulfillingness' First Finale, dat in hetzelfde jaar uitkwam. Ondanks de titel van het nummer is de stijl ervan duidelijk funk/R&B en noch boogie noch reggae. Het zette Wonder's succesvolle Top Tien-reeks in de pophitlijsten voort, bereikte nummer drie en stond ook twee weken op nummer één in de soulhitlijsten. Billboard rangschikte het als nummer 26 in 1975. Bij de 17e Grammy Awards won Stevie Wonder de prijs voor Beste R&B-zangprestatie, mannelijk, voor dit nummer.
De single stond acht weken in de UK Singles Chart, met een piek op nummer 12.
Het bevat Wonders kenmerkende mondharmonica, hoewel niet zijn gebruikelijke chromatische type, maar een diatonische A-flat "bluesharp". Het nummer valt ook op door Wonders pulserende Moog-synthesizerbaslijn. De tekst is ontworpen als een dialoog tussen "aardige" en "ondeugende" intenties, inclusief de introductie van zijn mondharmonica-break, waarin Wonders nonchalante maar herhaalde vraag "Mag ik spelen?" is verwerkt.
Na afloop van de zang wordt de mondharmonica herhaald gedurende de resterende 70 seconden, en aan het einde van 30 maten van de melodie, tot de fade.